# ザ・グッド,ザ・バッド・アンド・ザ・クイーン
ザ・グッド,ザ・バッド・アンド・ザ・クイーン (The Good, the Bad & the Queen) は、ブラー、ゴリラズのデーモン・アルバーン、アフロビートの創始者、フェラ・クティと共に活動をしていたトニー・アレン、元ザ・クラッシュのポール・シムノン、元ザ・ヴァーヴのサイモン・トングからなるバンドが、2007年にリリースしたアルバム。全英2位、全米49位を獲得。

## 概要
2004年にデーモン・アルバーンを中心にバンドが結成され、2006年に本格的に活動を開始。同年10月にデビュー・シングル「ハーキュリアン」がリリースされ、翌2007年に当アルバムがリリースされた。産業革命期から現代までのロンドンがテーマの作品であり、伝統的英国ロックやアフロ・ビート、レゲエ、ダブなども取り入れたフォークロック的なサウンドが評価を受けた。プロデューサーはデンジャー・マウスが務めている。
バンドは長らく活動休止状態が続いていたが、2011年、環境保護団体グリーンピースの活動40周年を祝うコンサートにて、一夜限りの復活を果たしている。
その後2018年に、前作からおよそ11年ぶりとなり2ndアルバムMerrie Landをリリース。ライブツアーなどを精力的に行い、再始動した。

## バンド名について
デーモンが複数のメディアに語ったところによると、「ザ・グッド,ザ・バッド・アンド・ザ・クイーン」という名前はあくまでアルバムの名前であり、バンドそのものには名前がない。しかし、先行シングルのスリーヴや多くのチャート表にその名前はバンド名としても記載されている。それについてデーモンはQ誌において、「iTunesやシングルのスリーヴにあたかもバンド名のように記されている名前は、融通が利かず想像力のない世界において必要な妥協に過ぎない」と主張している。

## メンバーについて
- デーモン・アルバーン - ボーカル、キーボード
- トニー・アレン - ドラム
- ポール・シムノン - ベース、コーラス
- サイモン・トング - ギター、コーラス

## トラックリストについて
1. History Song - 3:05
2. 80's Life - 3:28
3. Northern Whale - 3:54
4. Kingdom of Doom - 2:42
5. Herculean - 3:59
6. Behind the Sun - 2:38
7. The Bunting Song - 3:47
8. Nature Springs - 3:10
9. A Soldier's Tale - 2:30
10. Three Changes - 4:15
11. Green Fields - 2:26
12. The Good, the Bad & the Queen - 7:00

- 初回限定盤はボーナスDVD付き